# Thieulinipedina
Thieulinipedina is een geslacht van uitgestorven zee-egels uit de familie Pedinidae uit het Midden-Jura.

## Soorten
- Thieulinipedina antiqua (Cotteau, 1883) † Callovien, Frankrijk.
- Thieulinipedina resecta (Lambert, 1916) † Callovien, Portugal.